# Říše strachu
Říše strachu (originálním názvem State of Fear) je kniha slavného amerického spisovatele Michaela Crichtona. V originále byla vydána roku 2004. Do češtiny ji v září roku 2006 přeložil Michal Prokop.
Hlavním hrdinou tohoto naučného vědeckého románu (tzv. techno-thrilleru) je environmentalistický právník Peter Evans, který se svými spolupracovníky odvrací plánované akce ekoteroristů po celém světě. Ty mají způsobit umělé ekologické katastrofy (povodně, zemětřesení, tsunami apod.) a tak přimět světové vlády k masivním finančním výdajům na výzkum hrozby globálního oteplování.
Ačkoliv hlavním cílem knihy je spíše pobořit mýty zakořeněné mezi čtenáři (zejména zmíněné globální oteplování), i příběh samotný je rozveden do velkých detailů. Autor se při jeho přípravě seznámil s množstvím odborné literatury, což je na románu znát. Crichtonovi se za knihu dostalo odsouzení (environmentalisté) i uznání (ekoskeptikové).